# Mount Fritsche
Mount Fritsche ist ein 990 m hoher Berg an der Oskar-II.-Küste des Grahamlands auf der Antarktischen Halbinsel. Er ragt an der Nordseite des Richthofen-Passes am Westufer des Scar Inlet auf. Der Berg ist mit einer Schneehaube versehen und besitzt zahlreiche steile Felswände.
Vermutlich wurde er bei der Schwedischen Antarktisexpedition (1901–1904) unter Otto Nordenskjöld erstmals gesichtet. Der australische Polarforscher Hubert Wilkins identifizierte ihn bei seinem Überflug am 20. Dezember 1928 irrtümlich als Kap und benannte es nach Carl B. Fritsche, Präsident der Detroit Aircraft Corporation. Wilkins’ Benennung wurde nach Aufdeckung der wahren Natur des geografischen Objekts beibehalten.